# Semaeopus subtincta
Semaeopus subtincta är en fjärilsart som beskrevs av W. Warren 1897. Semaeopus subtincta ingår i släktet Semaeopus och familjen mätare. Inga underarter finns listade i Catalogue of Life.